# Léon Flament
Léon Flament (ur. 26 maja 1906, zm. ?) – belgijski wioślarz. Brązowy medalista olimpijski z Amsterdamu.
Zawody w 1928 były jego jedynymi igrzyskami olimpijskimi. Brązowy medal zdobył w dwójce ze sternikiem, a wspólnie z nim płynęli sternik Georges Anthony i François De Coninck.